# Madelene Sagström
Madelene Sagström, född 11 november 1992 i Enköping, är en svensk professionell golfspelare. 
Sagström började spela golf som 11-åring. Inledningsvis på sin proffskarriär spelade hon på Symetra Tour, som är  LPGA Tourens utvecklingstour för unga spelare, 2016. Efter ett år där med tre vinster gick hon vidare till LPGA-touren. I januari 2020 vann Sagström sin första LPGA seger, när hon vann Gainbridge LPGA på Boca Rio i Florida. Våren 2025 kom Sagströms andra LPGA-toursvinst, när hon segrade i Las Vegas.